# Online-Marketing
Online-Marketing (auch Internetmarketing oder Web-Marketing genannt) umfasst alle Marketing-Maßnahmen, die online durchgeführt werden, um Marketingziele zu erreichen, dies reicht von Markenbekanntheit bis zum Abschluss eines Online-Geschäftes. Durch die Entwicklung von Onlinemedien zum Massenmedium wird Online-Marketing meist als konventionelle, obligatorische Marketingstrategie angesehen.

## Geschichte
Eine der ersten Nutzungsformen im Online-Marketing, bei denen auch die Wirksamkeit der Online-Werbung gemessen wurde, waren Werbebanner auf dem Online-Magazine HotWired von Wired. Das erste Werbebanner schaltete am 24. Oktober 1994 der nordamerikanische Telekommunikationskonzern AT&T. Das Unternehmen zahlte 30.000 Dollar für die Platzierung seiner Anzeige. Sie wurde von rund 40 % der Seitenbesucher angeklickt. John A. Deighton, der 2000 Professor an der Harvard Business School war, beschrieb das Internet zu dieser Zeit als eine multidimensionale „Gesamtumgebung für das Marketing“. Am 23. Oktober 2000 kündigte Google an, den Dienst Google AdWords zu starten. Für die Beta-Version meldeten sich 350 Werbetreibende an. Der Dienst ersetzte das Google Premium Sponsorship Program, das im August 2000 veröffentlicht wurde.

## Eigenschaften und Abgrenzung
Teilgebiete des Online-Marketings sind neben Internetwerbung Suchmaschinenmarketing, Social Media Marketing und Affiliate-Marketing. Diese Marketing-Leistungen werden von Werbeportalen (meist kostenpflichtig) angeboten. Eine spezielle Form des Online-Marketings ist das Videomarketing. Durch die steigende Zahl an Smartphones, die immer größeren Internetbandbreiten und die kontinuierlich steigenden mobilen Internetzugriffe kommt dem Mobile Marketing und der Ausrichtung auf Mobilgeräte im Online-Marketing eine zunehmende Bedeutung zu. Einer der wesentlichen Vorteile des Online-Marketings gegenüber klassischen Marketingmaßnahmen wie Print oder TV ist die Messbarkeit der Werbewirkung durch Web Analytics.

## Formen des Online-Marketing

### Website
Die Gestaltung und der thematische Aufbau einer Unternehmenswebsite sind zentrale Bestandteile des Online-Marketings. Die Unternehmenswebsite dient dabei sowohl der Kundenbindung als auch zur Werbung neuer Kunden.
Eine Website ist als Sammlung von Seiten im Internet zu verstehen, die miteinander in Beziehung stehen und sich innerhalb derselben Domain befinden. Die Startseite der Website wird als Homepage bezeichnet und ist kein Synonym für den Begriff der Website. Die „Unterseiten“ beispielsweise eine Unterkategorie, wird als Webseite bezeichnet.

### Display Advertising
Bei Displaywerbung handelt es sich um Werbeformen im Internet, die, wie Banner, sich dem Mittel von Bild- und ggf. auch Audiomaterial bedienen.
Werbetreibende nutzen Display Advertising dazu, ihre Produkte und Dienstleistungen im Internet zu bewerben. Es ist mit Anzeigen in Zeitungen und Zeitschriften sowie Werbespots im Fernsehen vergleichbar.
Display-Advertising und Suchmaschinenmarketing sind die gängigsten Formen des Online-Marketings.

### Suchmaschinenmarketing (SEM)
Das Suchmaschinenmarketing (Search Engine Marketing, SEM) beruht zum einen auf gezielt geschalteter Suchmaschinenwerbung (Search Engine Advertising, SEA) und zum anderen auf Suchmaschinenoptimierung (Search Engine Optimization, SEO), um bei bestimmten Themengebieten potenzielle Kunden zu akquirieren.
Als Suchmaschinenoptimierung werden Maßnahmen bezeichnet, mit denen Werbetreibende versuchen, ihre eigene Webseite und Inhalte möglichst weit oben in den sogenannten natürlichen oder organischen Suchergebnislisten außerhalb der bezahlten SEA-Anzeigen zu platzieren. Die Maßnahmen reichen von der Optimierung der Website und deren Domainnamen bzw. URLs über die Inhalte inklusive Metadaten bis hin zur Verlinkung mit anderen Websites (Link-/Backlink-Strategie).

### Content Marketing
Das Content-Marketing beschäftigt sich mit der Produktion und der Verteilung von Medien und Veröffentlichungsmaterial mit dem Ziel, neue Kunden zu erhalten und bestehende zu binden. Diese Informationen können in einer Vielzahl an Formaten vorkommen, wie Blogs, News, Videos, White Papers, E-Books, Grafiken, Fallstudien oder Ratgeber. Da die meisten Marketingstrategien irgendeine Form von Veröffentlichungsmaterial beinhalten, ist das Content-Marketing in den meisten Fällen als fester Bestandteil einer Kampagne integriert. Ausnahmen bilden beispielsweise das telefonbasierte Marketing oder die Mund-zu-Mund-Werbung.

### E-Mail-Marketing
Marketing mittels E-Mail, sogenanntes E-Mail-Marketing, ist das Äquivalent zu Direktmarketing im Offline-Bereich, also dem Postversand von Werbemitteln.
Der Versand von Werbung per E-Mail unterliegt rechtlichen Beschränkungen. In Deutschland regeln verschiedene Gesetze den Versand und bestimmte Pflichtangaben in geschäftlichen E-Mails (z. B. das Gesetz gegen den unlauteren Wettbewerb, UWG, enthält in § 7 über unzumutbare Belästigungen Bestimmungen zur „Werbung unter Verwendung von […] elektronischer Post“ und das Gesetz über elektronische Handelsregister und Genossenschaftsregister sowie das Unternehmensregister, EHUG, bestimmt, dass bestimmte Impressumsangaben in einer geschäftlichen E-Mail enthalten sein müssen), in Österreich regelt das Telekommunikationsgesetz (TKG) und in der Schweiz das Fernmeldegesetz (FMG) diese Form der Werbung. So ist seit 1. März 2006 auch als Spamming zu verstehen, wenn im Business-to-Business-Bereich mit unverlangten E-Mails geworben wird.

### Influencer-Marketing
Beim Influencer-Marketing wird ein Influencer – also eine Person, die einen großen Einfluss auf die Meinung einer bestimmten Zielgruppe nehmen könnte – damit beauftragt, ein Produkt, eine Dienstleistung oder ein Unternehmen zu bewerben. Dabei wird für die Markenkommunikation gezielt die Vertrauenswürdigkeit und Reputation des Influencers benutzt.

### Affiliate-Marketing
Beim Affiliate-Marketing nutzt der Marketing-Betreiber eine Vielzahl von Partnern (englisch Affiliates), um seine Dienstleistung oder sein Produkt zu vermarkten. Vorteil ist die Verteilung des Marketing-Aufwandes auf mehrere Partner, die nur für Erfolg vergütet werden. Es gibt verschiedene Vergütungsformen:
1. Pay-per-Lead: für die Generierung eines Kundenkontaktes (z. B. Eintragen in einen Newsletter-Verteiler oder Bestellung eines Kataloges).
2. Pay-per-Click: für jeden Klick auf einen Banner oder Link, der auf der Website oder in der E-Mail des Affiliates platziert wurde.
3. Pay-per-Sale: für jeden Verkauf, der über die Werbemaßnahme des Affiliates zustande kommt, wird ein Festbetrag oder eine prozentuale Beteiligung am Verkaufspreis vergütet.

Weitere, seltenere Vergütungsmodelle beinhalten Pay-per-Link (Einbau eines Links auf der Webseite), Pay-per-View (Einblendung eines Werbemittels) und spezifische interaktionsassoziierte Vergütungsmodelle (Pay-per-Install, Pay-per-Signup etc.).

### Social Media Marketing
Mit Social Media Marketing (Abk.: SMM) werden in erster Linie Branding- und Marketingkommunikations-Ziele verfolgt, durch die Nutzung von Social-Media-Plattformen (z. B. Twitter, Facebook und Instagram). Inzwischen wird auch eine „zweite Generation“ an Social-Media-Plattformen immer populärer, die – häufig auch über eine mobile App – Trends wie geolokale Dienste (Foursquare, Path, Waze, Facebook Orte, Google Places) oder die zunehmende Visualisierung von Beiträgen (TikTok, Instagram, Pinterest, Snapchat), aufgreifen und immer spezialisiertere Social-Media-Marketingmaßnahmen möglich machen. Die zielgerichtete Optimierung einer Webpräsenz auf möglichst weite Verbreitung in Social-Media-Netzwerken bezeichnet man als Social Media Optimization (Abk.: SMO).

## Verbreitete Messgrößen und Vergütungsarten
Zur Erfolgsmessung von Online-Marketing sind eine Reihe von speziellen Messgrößen verbreitet. Messgrößen stellen häufig auch die Grundlage für die Kosten von Online-Marketing dar. In der Fachsprache wird hier auch von Cost per Action / Pay per Action (kurz: CPA/PPA) gesprochen. Daneben haben die Art und das Format der Werbung einfluss auf die Preisberechnung.
Üblich sind etwa:
- Anzahl der Seitenabrufe (auch als Page Impressions bzw. Hits bezeichnet)
- Anzahl der Sitzungen (Folge direkt aufeinander folgender Seitenaufrufe, auch als Sessions bezeichnet)
- Anzahl der einzelnen Besucher (auch als Unique Visitor bzw. Unique User bezeichnet)
- Verweildauer eines Nutzers auf der Seite
- Absprungrate (englisch Bounce-Rate, Abk.: BR)
- Anzahl der konvertierten Besucher bzw. konvertierten Sitzungen (auch Konversionen, Umwandlungen, engl. Conversions oder Leads)
- Anteil der konvertierten Besucher bzw. der konvertierten Sitzungen (auch Umwandlungsquote, engl. Conversion-Rate, Abk.: CR)
- Anzahl der organischen Besucher (auch als Organical Visitor bzw. Organical User bezeichnet)
- Durchklickrate (englisch Click-Through-Rate, Abk.: CTR)
- Kosten pro Klick (englisch Cost-per-Click, Abk.: CPC), Sale (Provision für getätigte Käufe), View (Aufruf eines Werbeinhaltes), Sign-Up (Registrierung oder Anmeldung auf einer Webseite), Install oder Download (Vergütung von Downloads und Installtationen von Dateien, Applikationen und Software)